# 川西
川西即指四川西部，是四川的一个地区，通常指位于成都平原（川西平原）的成都市、德阳市、绵阳市、眉山市等四个地级市，现在也经常会扩展纳入乐山市的部分平原地区区县和雅安市。

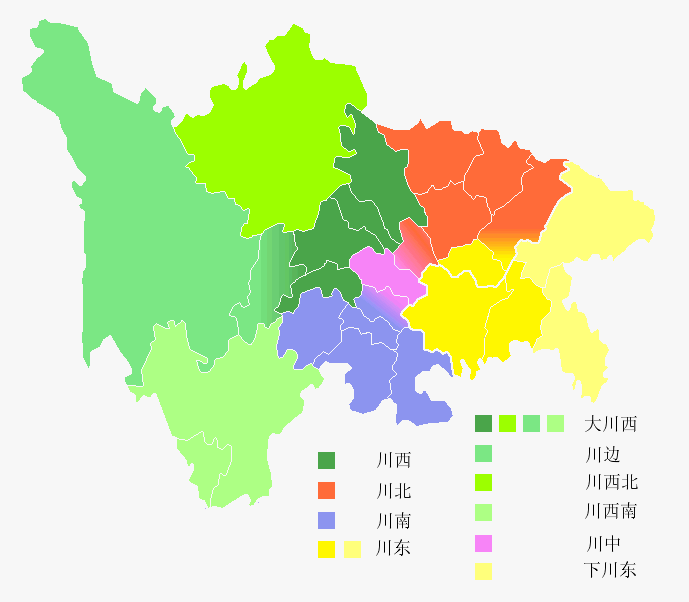
四川传统区划

川西地區在歷史上經濟高度發達，自都江堰建成后，成都平原一直是全中國最富庶的地區之一。南宋末年蒙古入侵和明末白蓮教泛濫，川西平原經濟遭到毀滅性打擊，曾經一度從富裕地區變成成為中等發達甚至較落后地區，但很快在清代中期重新恢復過來，成为经济仅次于苏沪嘉的地区。改革開放后，川西平原經濟一直走在內陸地區發展的最前沿，成都市雙流縣是全國百強縣中唯一一個進入前20名的非沿海地區县，按照聯合國地區經濟標準達到中等發達國家水平的地區。成都平原亦是國內最重要的半導體和高科技工業密集區，擁有超過180家世界500強企業和超過50家涉及高科技領域如核工業、航空航天工業和納米級半導體工業、激光工業的國家級重點科研院所，是中國內陸經濟、文化和科教中心。
地理上處于四川西部的實際上是原属西康省的雅安市、攀枝花市、甘孜藏族自治州和凉山彝族自治州。西康省在1955年并入四川省，传统意義上的川西地区并不包含西康省域。如今在四川省内，经济区划中通常将攀枝花市与凉山州合称为“攀西地区”，地理区划中则通常将阿坝州、甘孜州、凉山州与攀枝花市合称为“川西高原四州市”。

## 詳見
- 川西行政区
- 四川省